# Giuseppe Mauso
Giuseppe Mauso (Frattamaggiore, 18 ottobre 1932 – Frattamaggiore, 26 ottobre 2020) è stato un ciclista su strada italiano.
Partecipò alla quarantesima edizione del Giro d'Italia nel 1957.

## Piazzamenti

### Grandi Giri
- Giro d'Italia

1957: 66º

### Classiche
- Milano-Sanremo

1957: 17º

### Altre
- Giro di Puglia e Lucania

1953: 2º
- Giro di Toscana

1957: 18º
- Roma-Napoli-Roma

1957: 20º
- Road National Championship

1957: 39º
- Giro dell'Appennino

1957: 58º
- Giro dell'Emilia

1957: 34º
1958: 65º